# Barry Jenkins (filmmaker)
Barry Jenkins (Miami, 19 november 1979) is een Amerikaanse filmregisseur en scenarioschrijver.

## Biografie
Jenkins groeide op in Liberty City, een arme buurt in Miami. Toen hij drie jaar oud was, raakte zijn moeder verslaafd aan crack. Hij heeft twee broers, die elk van een andere vader zijn. Jenkins' biologische vader verliet zijn moeder nog voor zijn geboorte omdat hij ervan overtuigd was dat zijn moeder niet zwanger was van zijn kind. Hij overleed toen Jenkins twaalf jaar oud was.
Jenkins maakte op de middelbare school deel uit van het footballteam. Nadien studeerde hij aan Florida State University in Tallahassee.
In 2008 schreef en regisseerde Jenkins zijn debuutfilm Medicine for Melancholy, een romantisch drama over twee zwarte twintigers uit San Francisco die na een onenightstand besluiten om de volgende 24 uur samen door te brengen. Acht jaar later werd zijn tweede film, Moonlight (2016), uitgebracht. De film volgt drie periodes uit het leven van een zwarte, homoseksuele jongen die zijn plaats in de wereld zoekt. De film bevat enkele autobiografische elementen. Jenkins woonde een tijdje in Brussel om het scenario voor Moonlight te schrijven.

## Filmografie

### Film
- Medicine for Melancholy (2008)
- Moonlight (2016)
- If Beale Street Could Talk (2018)
- Mufasa: The Lion King (2024)

### Televisie
- The Underground Railroad (2021)

- Bibsys: 1498562805443
- Biblioteca Nacional de España: XX5706073
- CiNii: DA19133407
- Gemeinsame Normdatei: 1128173352
- International Standard Name Identifier: 0000 0004 6109 6528
- Library of Congress Control Number: no2017022085
- Nationale Bibliotheek van Israël: 987007388366905171
- Nederlandse Thesaurus van Auteursnamen: 409099406
- Réseau des bibliothèques de Suisse occidentale: 02-A026903663
- Système universitaire de documentation: 201866862
- Virtual International Authority File: 1071148814289245330009
- WorldCat: E39PBJdmkTTCqmd9bjKjBKXfMP